# Чадов, Алексей Александрович
Алексе́й Алекса́ндрович Ча́дов (род. 2 сентября 1981, Солнцево, Московская область) — российский актёр, кинорежиссёр и сценарист. Младший брат актёра Андрея Чадова.

## Биография
Родился 2 сентября 1981 года в городе Солнцево Московской области (в мае 1984 года город Солнцево вошёл в состав Москвы).
Алексея и его старшего брата Андрея воспитывала мать Галина Петровна, инженер. Отец Александр погиб в результате несчастного случая во время работы на стройке — Алексею тогда было пять лет.
В школьные годы братья занимались в детской театральной студии в Солнцеве. Дебютная роль Алексея на сцене — заяц в спектакле по пьесе Евгения Шварца «Красная шапочка». За эту театральную работу получил премию «Лауреат», а также был награждён поездкой в Анталью.
По окончании московской средней школы № 1009 Алексей Чадов поступил в Щепкинское театральное училище в Москве. Со второго курса к нему присоединился брат Андрей, который перевёлся из Щукинского училища.
В 2003 году Алексей и Андрей Чадовы окончили актёрский факультет Высшего театрального училища (института) имени М. С. Щепкина при Государственном академическом Малом театре России в Москве (западный округ, курс Николая Николаевича Афонина, Владимира Прохоровича Селезнёва).

### Карьера
Начал кинокарьеру в студенческие годы. Первым фильмом, в котором он снялся, стала «Война» (2002) режиссёра Алексея Балабанова. За роль сержанта Ивана Ермакова в этой военной драме получил приз Международного кинофестиваля в Монреале (Канада) в номинации «Лучший актёр». Вскоре снялся в роли рядового Красной армии Николая Малахова в четырёхсерийном художественном фильме «На безымянной высоте» (2004). В 2004 году вышла драма Андрея Прошкина «Игры мотыльков», в которой Алексей Чадов исполнил главную роль Кости Зотикова. За эту работу был удостоен приза за лучшую мужскую роль в конкурсе зрительских симпатий «Великолепная семёрка „МК“» на 2-м Московском фестивале отечественного кино «Московская премьера» и специального приза «За отражение современных проблем молодёжи» на VII Международном кинофестивале «Бригантина» в Бердянске (Украина).
В этом же году Балабанов начал снимать художественный фильм «Американец», главные роли в котором должны были сыграть Майкл Бин и Алексей Чадов. Большинство эпизодов картины было отснято в Иркутске, но в Норильске Майкл Бин ушёл в продолжительный запой и сорвал съёмки. Работу над фильмом пришлось прекратить.
В 2004 году Алексей Чадов сыграл роль — вампира Костю Саушкина в блокбастере Тимура Бекмамбетова «Ночной дозор». В 2005 году вышло продолжение с участием этого героя — «Дневной дозор».
В 2005 году Александр Велединский пригласил Алексея Чадова на роль священника Пересвета в картину «Живой» (2006). Во время работы над этой ролью Алексей впервые оказался на одной съёмочной площадке с братом, сыгравшим роль вернувшегося без ноги с боевых действий в Чечне солдата-контрактника Кира (Сергея).
Участвовал в создании таких кинокартин, как «9 рота» (2005), «Жара» (2006), «Любовь в большом городе» (2009).
В драматическом сериале «Дело чести» (2014), который вышел в эфир на телеканале «НТВ» в феврале 2017 года, Чадовы вновь снялись вместе, исполнив роли братьев, которые мстят за родителей, но выбирают разные пути: один уходит в криминал, а другой — в правоохранительные органы.
В 2018 году Чадов исполнил роль Алексея Кулагина в комедийном телесериале «Улётный экипаж».
В 2020 году вышел фильм Егора Баранова «Аванпост», где Чадов выступил в одной из главных ролей.
Летом 2020 года стартовали съёмки художественного фильма с рабочим названием «Джон» (позже утверждено название «Своя война»), где Чадов дебютировал в качестве автора сценария и режиссёра. Продюсер картины — Сергей Сельянов.

### Общественная деятельность
6 февраля 2012 года Алексей Чадов был официально зарегистрирован ЦИК РФ как доверенное лицо кандидата на должность Президента Российской Федерации Владимира Владимировича Путина.

## Личная жизнь
Встречался с актрисой Оксаной Акиньшиной.
С 2006 по 2009 годы Алексей Чадов состоял в отношениях с актрисой Агнией Дитковските (род. 11 мая 1988, Вильнюс), которую встретил во время работы над фильмом «Жара» (2006). Спустя несколько лет, на съёмках сериала «Дело чести» (2014) они снова начали встречаться, а в конце августа 2012 года поженились. Их сын Фёдор Чадов родился 5 июня 2014 года. В июле 2015 года стало известно, что пара рассталась.
В 2023 году женился на модели из Казани Ляйсан Галимовой.В 2024 году у пары родилась дочь Айя Алексеевна

## Фильмография

### Актёр
| Год  |     | Название                                              | Роль |
| ---- | --- | ----------------------------------------------------- | --- |
| 2002 | ф   | Война                                                 | Иван Ермаков, сержант |
| 2003 | ф   | Американец (не был завершён)                          | Алексей Болотов, сбежавший из сибирской тюрьмы и объявленный в розыск заключённый, брат Кати Болотовой                                 |
| 2004 | ф   | 32 декабря                                            | Антон / Сергей Петрович (в юности) |
| 2004 | ф   | Игры мотыльков                                        | Костя Зотиков, начинающий музыкант |
| 2004 | с   | На безымянной высоте                                  | Николай Малахов, рядовой Красной армии, разведчик                                                                                      |
| 2004 | ф   | Ночной дозор                                          | Костя Саушкин, вампир, сосед Антона Городецкого                                                                                        |
| 2005 | ф   | 9 рота                                                | Владимир Воробьёв («Воробей»), рядовой                                                                                                 |
| 2005 | ф   | Второй фронт / The Second Front                       | Быков |
| 2005 | ф   | Дневной дозор                                         | Костя Саушкин, вампир, сосед Антона Городецкого                                                                                        |
| 2005 | ф   | Последний поезд со станции Роппонги (не был завершен) | Имя персонажа не указано |
| 2006 | ф   | Высота 89                                             | Николай Малахов, рядовой Красной армии, разведчик                                                                                      |
| 2006 | ф   | Граф Монтенегро                                       | Андрей Телешев |
| 2006 | ф   | Жара                                                  | Алексей Нахимов, моряк, вернувшийся с военной службы                                                                                   |
| 2006 | ф   | Живой                                                 | Пересвет, священник |
| 2006 | ф   | Серко                                                 | Дмитрий Пешков, сотник амурского конного полка, русский путешественник, хозяин легендарного коня по кличке Серко                       |
| 2007 | ф   | Оранжевая любовь                                      | Роман, корреспондент |
| 2007 | ф   | Слуга государев                                       | Энжи |
| 2008 | ф   | Валерий Харламов. Дополнительное время                | Валерий Борисович Харламов, советский хоккеист                                                                                         |
| 2008 | ф   | Мираж                                                 | Миша |
| 2008 | ф   | Стритрейсеры                                          | Степан Мохов, стритрейсер |
| 2008 | с   | Танец горностая                                       | Александр Бережной, капитан, помощник следователя Сергея Рогова                                                                        |
| 2009 | ф   | Любовь в большом городе                               | Артём Исаев |
| 2009 | ф   | Рокеры                                                | Имя персонажа не указано |
| 2010 | ф   | Ирония любви                                          | Иван, массажист женской сборной Казахстана по синхронному плаванию                                                                     |
| 2010 | ф   | Любовь в большом городе 2                             | Артём Исаев |
| 2011 | ф   | Slove. Прямо в сердце                                 | Алексей Романович Ронин, старший лейтенант, агент «Slove» («Soldier of love» — «Солдат любви») под прикрытием МВД                      |
| 2011 | с   | Двойная сплошная. Любовь (новелла «Полоса»)           | Алексей |
| 2011 | ф   | Мой любимый раздолбай                                 | Миша (Михаил Анатольевич) Воробьёв («раздолбай»), «репетитор» Сергея                                                                   |
| 2014 | ф   | Вий                                                   | Петрусь |
| 2014 | с   | Дело чести                                            | Иван Петрович Назаров, брат Александра, сын Петра Алексеевича и Лидии Павловны Назаровых                                               |
| 2014 | ф   | Любовь в большом городе 3                             | Артём Исаев |
| 2014 | с   | Любовь в большом городе 3                             | Артём Исаев |
| 2014 | ф   | Ч/Б                                                   | Ярослав Коренев |
| 2014 | ф   | Чемпионы                                              | Илья Валерьевич Ковальчук, хоккеист |
| 2016 | ф   | Молот                                                 | Виктор Строев («Молот»), боец по смешанным единоборствам                                                                               |
| 2017 | ф   | Любовь с ограничениями                                | Алексей Викторович, босс Миши Шмелёва                                                                                                  |
| 2017 | с   | Мёртв на 99%                                          | Артём Викторович Артов, архитектор; «Змей»                                                                                             |
| 2017 | ф   | О любви                                               | Александр Валентинович Сазонов, муж Нины, профессор, китаист-тангутовед, преподаватель восточного факультета СПбГУ, доктор лингвистики |
| 2017 | кор | Обмен                                                 | Имя персонажа не указано |
| 2018 | с   | Оперетта капитана Крутова                             | Денис Александрович Калугин, актёр |
| 2018 | с   | Четвёртая смена                                       | Данила Четков |
| 2018 | с   | Улётный экипаж                                        | Алексей Кулагин, пилот, командир экипажа грузового/пассажирского воздушного судна                                                      |
| 2019 | ф   | Аванпост                                              | Олег Озёрин, сержант |
| 2019 | ф   | Успех                                                 | Юрий Талисман, музыкальный продюсер |
| 2020 | с   | Аванпост                                              | Олег Озёрин, сержант |
| 2020 | с   | Игра на выживание                                     | камео |
| 2020 | с   | Танкист                                               | Андрей Градов, офицер танковых войск (прототип — Зиновий Колобанов)                                                                    |
| 2021 | с   | Борец                                                 | Виктор Строев («Молот»), боец по смешанным единоборствам                                                                               |
| 2021 | ф   | Красные пророчества                                   | Антон Зацепин |
| 2021 | с   | Московский роман                                      | Юрий Тычкин |
| 2022 | с   | Операция «Валькирия»                                  | Владимир Громов |
| 2022 | ф   | Своя война                                            | Иван |
| 2023 | кор | Первые                                                | камео |
| 2023 | с   | Соседка                                               | Серёга |
| 2024 | ф   | Водитель-олигарх                                      | Антон, бизнесмен |
| 2024 | ф   | Культурная комедия                                    | Виктор Летаев |
| 2025 | ф   | Камбэк (в производстве)                               | Дрон |

### Озвучивание и дубляж
- 2007 — Комната потерянных игрушек — закадровый текст
- 2010 — 127 часов — Арон Ралстон (Джеймс Франко)
- 2011 — Восстание планеты обезьян — Уилл Родман (Джеймс Франко)[15]

### Режиссёр
- 2021 — Своя война

### Сценарист
- 2021 — Своя война

### Работа на телевидении
- 2007 — «PRO-Кино» (телеканал «Муз-ТВ»)
- 2018 — «Союзники» (телеканал «СТС»)
- 2022 — «Фактор страха» (телеканал «СТС»)

### Роли в клипах
- 2016 — «Он и Она» (Валерия feat. Алексей Глызин)
- 2017 — «Пьяная» (Наталья Гордиенко)[16]

## Награды
- 2003 — приз Международного кинофестиваля в Монреале (Канада) в номинации «Лучший актёр» — за роль сержанта Ивана Ермакова в фильме «Война» (2002)[1].
- 2004 — специальный приз «За отражение современных проблем молодёжи» на VII Международном кинофестивале «Бригантина» в Бердянске (Украина) — за роль Кости Зотикова в фильме «Игры мотыльков» (2004)[5].
- 2004 — приз за лучшую мужскую роль в конкурсе зрительских симпатий «Великолепная семёрка „МК“» на 2-м Московском фестивале отечественного кино «Московская премьера» — за роль Кости Зотикова в фильме «Игры мотыльков» (2004)[4].
- 2006 — «Кинонаграда MTV Россия» в номинации «Лучшая мужская роль» — за роль рядового Владимира Воробьёва (Воробья) в фильме «9 рота» (2005)[17].
- 2006 — приз за лучшую мужскую роль актёрскому ансамблю (Алексей Чадов, Андрей Чадов, Максим Лагашкин, Владимир Епифанцев) на IV Открытом фестивале кино и театра «Амурская осень» в Благовещенске — за роли в фильме «Живой» (2006)[18][19].